# Sjuvajaure (Jokkmokks socken, Lappland)
Sjuvajaure är en sjö i Jokkmokks kommun i Lappland och ingår i Luleälvens huvudavrinningsområde. Sjön har en area på 1,97 kvadratkilometer och ligger 388,9 meter över havet. Sjuvajaure ligger i Såkkevarats Natura 2000-område. Sjön avvattnas av vattendraget Appokälven.

## Delavrinningsområde
Sjuvajaure ingår i det delavrinningsområde (737690-166095) som SMHI kallar för Utloppet av Sjuvajaure. Medelhöjden är 457 meter över havet och ytan är 31,18 kvadratkilometer. Det finns inga avrinningsområden uppströms utan avrinningsområdet är högsta punkten. Appokälven som avvattnar avrinningsområdet har biflödesordning 3, vilket innebär att vattnet flödar genom totalt 3 vattendrag innan det når havet efter 260 kilometer. Avrinningsområdet består mestadels av skog (62 procent) och sankmarker (24 procent). Avrinningsområdet har 2,11 kvadratkilometer vattenytor vilket ger det en sjöprocent på 6,8 procent.